# Макс Кавалера
Макс Кавалера (англ. Max Cavalera) — бразильський вокаліст та гітарист таких відомих гуртів як Soulfly та Sepultura. За походженням італієць.

## Біографія
Макс Кавалера (повне ім'я Massimiliano Antonio Cavalera — Массімілья́ну Анто́ніу Кавале́ра) народився 4 серпня, 1969 у місті Белу Орізонте, Бразилія. Його батько Граціано Кавалера був італійським послом у Бразилії. Граціано із сім'єю залишились у Бразилії, коли його перебування на посаді посла скінчилося. З дитинства Макс цікавився музикою. В 1984 році створив разом зі своїм братом Ігорем гурт Sepultura. На той час у Бразилії не було дуже розвинутої дез\треш-метал сцени та відомих гуртів, але важкі рифи, лірика на релігійні та політичні теми, яку створював Макс принесли гурту широку популярність. До 1990 року Кавалера жив у Бразилії. Потім він разом з дружиною Глорією переїжджає до Фенікса, штат Аризона і стає громадянином США. У 1991 році виходить альбом Arise, який став платиновим у США. Потім у 1993 році виходить Chaos A.D. — група відійшла від трешу до більш ритмічного металу з елементами бразильського фольклору.
У 1994-1995 разом зі своїм братом записує альбоми Point Blank і Proud To Commit Commercial Suicide сайд-проекту Nailbomb.
У 1996 через деякий час після виходу альбому Roots на офіційному сайті Сепультури з'явилася офіційна заява, що Макс більше не є учасником гурту. Конфлікт який почався вже давно був пов'язаний з Глорією Бужанською (уроженка Дніпропетровська, рашистка, та нинішня дружина Макса), яка тоді була менеджером гурту. На думку інших учасників, Глорія більшу частину гонорарів та прибутків розподіляла на користь себе та Макса, фінансово обділяючи інших учасників. Гурт звільнив саме Глорію, а Макс поставивши умову, що тільки Глорія буде їх менеджером, з яким гурт не погодився, вирішив також пійти з Сепультури, заснувавши свій новий гурт Soulfly.

## Політичні та релігійні погляди
Макс дуже релігійна та віруюча людина. В нього було шестеро дітей (четверо прийомних від першого шлюбу Глорії) один з яких, Дана Уеллс, трагічно загинув у 1996 році. Для запису альбому Primitive Макс спеціально запрошував співаків та музикантів з гуртів, які подобалися Дані, зокрема Фреда Дарста, Тома Арайу, Чіно Морено, Шона Леннона, Корі Тейлора, Грейді Евенелла, Бартона Сі Белла, Джонатана Девіса та інших. Ось цитата з інтерв'ю [Архівовано 26 вересня 2007 у Wayback Machine.] (англійською) про його відношення до релігії:
«I do hate a lot of 'religion' but people like Christ — yeah they inspire me. I mean if you look at Christ, He was hanging around with the lowlifes, prostitutes and the losers you know, not going around with those high society motherfuckers you see trying to sell Jesus today!»
На концерті в Москві 15 травня 2014 року підтримав анексію Криму Росією.
«Fuck politics, Crimea is Russia!»

## Дискографія

### Sepultura
- 1985 — Bestial Devastation
- 1986 — Morbid Visions
- 1987 — Schizophrenia
- 1989 — Beneath The Remains
- 1991 — Arise
- 1993 — Chaos A.D.
- 1996 — Roots

### Nailbomb
- 1994 — Point Blank
- 1995 — Proud To Commit Commercial Suicide

### Soulfly
- 1998 — Soulfly
- 2000 — Primitive
- 2002 — III
- 2004 — Prophecy
- 2005 — Dark Ages
- 2008 — Conquer
- 2010 — Omen
- 2012 — Enslaved
- 2013 — Savages

### Cavalera Conspiracy
- 2008 — Inflikted